# Kampak (Geger)
Kampak is een bestuurslaag in het regentschap Bangkalan van de provincie Oost-Java, Indonesië. Kampak telt 7077 inwoners (volkstelling 2010).